# Aikoku Kōshinkyoku

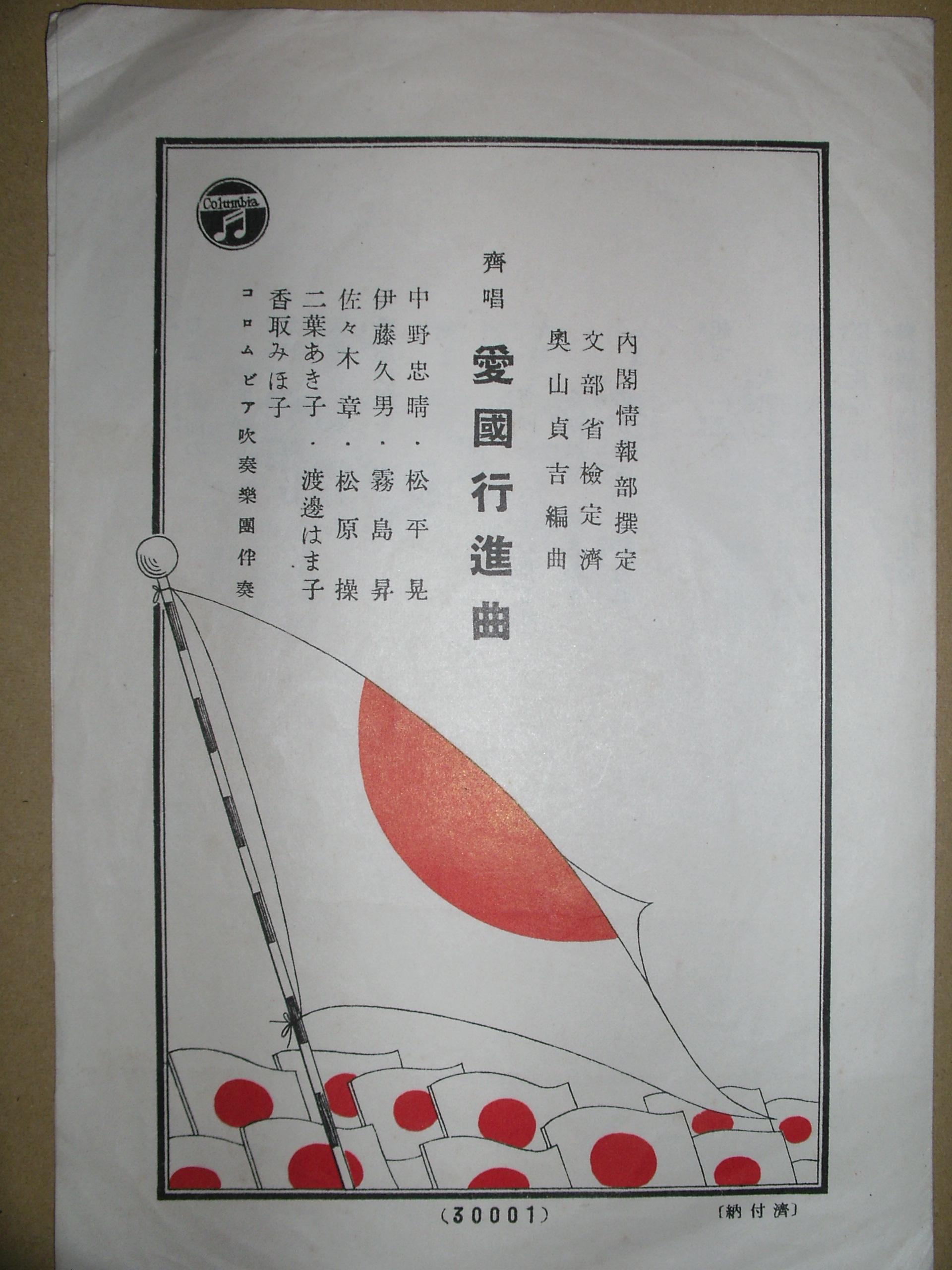
Fotografia da letra do Marcha Patriótica lançada pela Columbia Records em 1938

Marcha patriótica (愛国行進曲, "Aikoku Kōshinkyoku") é uma canção patriótica japonesa composta por Tokichi Setoguchi, com letra de Yukio Morikawa. Foi lançada em dezembro de 1937. Foi amplamente cantada antes e durante a Guerra do Pacífico,  e até o final da guerra, foi tratado como o segundo hino nacional.

## Historia
Em agosto de 1937 (12° ano da era Showa), o Gabinete do Primeiro-Ministro Fumimaro Konoe decidiu adotar uma política de mobilização do espírito nacional e, sob essa política, o Departamento de Inteligência do Gabinete (mais tarde, o Bureau de Inteligência), que foi estabelecido naquele mesmo ano, solicitou publicamente a letra da música, patrocinando um concurso, chamando-a de "uma canção nacional que o povo deveria amar para sempre". A letra deveria incluir "uma bela, alegre e corajosa canção semelhante a uma marcha" e o conteúdo deveria "louvar a verdadeira natureza do Japão, simbolizar a vida eterna e os ideais do império e contribuir para a elevação do espírito nacional". A música seria transmitida como uma canção nacional.
Foram recebidas 57.578 inscrições de letras, e a de Morikawa foi selecionada como a vencedora. Para a música, em seguida foram recebidas 9.555 composições para acompanhar a letra, e Setoguchi foi declarado o vencedor. Setoguchi já era um compositor renomado, autor da Marcha dos Navios de Guerra, a marcha oficial da Marinha Imperial.
Poucos dias após o seu lançamento, Aikoku Kōshinkyoku vendeu cem mil cópias por meio de seis gravadoras. Em 1938, já havia ultrapassado a marca de um milhão de cópias vendidas.

## Letra
| Escrita japonesa | Escrita latina | Tradução Literal em português | Tradução Poetica |
| --- | --- | --- | --- |
| 見よ東海の空明けて 旭日高く輝けば 天地の正気溌剌と 希望は躍る大八洲 おお清朗の朝雲に そびゆる富士の姿こそ 金瓯無欠揺ぎなき 我が日本の誇なれ 起て一系の大君を 光と永遠に戴きて 臣民我ら皆共に 御稜威に副わん大使命 ゆけ 八紘を宇となし 四海の人を導きて 正しき平和打ち建てん 理想は花と咲き薫る 今幾度か 我が上に 試練の嵐 哮るとも 断乎と守れ その正義 進まん道は 一つのみ ああ悠遠の神代より 轟く歩調 受け継ぎて 大行進の 往く彼方 皇国常に 栄あれ | Miyo Toukai no sora akete Kyokujitsu takaku kagaya ke ba Tenchi no seiki hatsuratsu to Kibou wa odoru Ōyashima Oo seirou no asagumo ni Sobiyuru Fuji no sugata koso Kin'ou muketsu yuruginaki Waga Nippon no hokori nare Tate ikkei no Ōkimi o Hikari to towa ni itadaki te Shinmin warera mina tomo ni Miitsu ni sowan Daishimei Yuke Hakkou o ie to nashi Shikai no hito o michibi kite Tadashiki Heiwa uchitaten Risou wa hana to saki kaoru Ima ikutabi ka waga ue ni Shiren no arashi takeru tomo Danko to mamore sono seigi Susuman michi wa hitotsu nomi Ā, yūen no Kamiyo yo ri Todoroku hochou uketsugite Daikoushin no yuku kanata Koukoku tsune ni sakae are | Olhe, o céu do mar do leste clareia e o sol nascente brilha alto; o espírito correto do céu e da terra é vigoroso e a esperança salta nas Grandes Oito Ilhas. Nas nuvens claras da manhã ergue-se a imagem do Monte Fuji, perfeito, sem falha e inabalável, que seja o orgulho do nosso Japão. Levantai-vos, ao Grande Soberano de linhagem única, recebendo-o como luz e eternidade; nós, súditos, todos juntos, temos a grande missão de acompanhar o poder imperial. Avançai, fazendo das oito direções o universo, guiando os povos dos quatro mares, para construir a verdadeira paz em que o ideal floresce como flor perfumada Agora, mesmo que muitas vezes sobre nós tempestades de provações rugirem, defendamos com firmeza essa justiça, pois o caminho a seguir é apenas um. Ah, desde a era distante dos deuses, herdando o retumbante compasso da marcha, seguimos na Grande Marcha que avança, e que o Império sempre tenha prosperidade. | Olha acima do mar do leste, clara desponta a manhã; Glorioso e brilhante o sol se ergue em sua exaltação. O espírito puro do céu e da terra enche todos os corações, A esperança transborda – ó doces Ilhas Imperiais! Lá, onde as nuvens da aurora lançam seu fulgor radiante, Eleva-se o Monte Fuji, orgulho do Japão, com sua coroa de neve. Belo em forma, sem mancha, erguido com nobreza, Inabalável – verdadeiro símbolo de nossa pátria. Aquele que reina acima, em poder e virtude, Soberano de linhagem inquebrantável, é nossa luz eterna. Nós o seguiremos – todos nós, súditos leais – Seguí-lo-emos com retidão: cumprir nosso grande destino! Avante, leste, oeste, norte e sul, por terras e mares! Façamos do mundo nosso lar, chamemos os irmãos, Por todas as partes dos quatro mares, erijamos a torre Da justa paz – que nosso ideal floresça como flor! Mesmo que novamente, vez após vez, venham provações, Que tempestades rugindo se abatam, que tormentas nos golpeiem, Resolutos em mente e coração, defenderemos a justiça. Pois um único caminho conhecemos – e nele alcançaremos a vitória. Escutai! Desde o passado sagrado da Era Divina ressoa o passo medido de nossos ancestrais. Ó, vinde alinhar-vos! Enquanto nós, filhos e filhas, marchamos, brilha diante de nós o caminho. Glória seja à nossa terra, para sempre, eternamente! |